# Петровское (Баклановское сельское поселение)
Петровское — деревня в Демидовском районе Смоленской области России. Входит в состав Баклановского сельского поселения. Население — 5 жителей (2007 год).
Расположена в северо-западной части области в 28 км к северо-востоку от Демидова, в 23 км восточнее автодороги Р133 Смоленск — Невель. В 80 км южнее деревни расположена железнодорожная станция Ракитная на линии Москва — Минск.

## История
В годы Великой Отечественной войны деревня была оккупирована гитлеровскими войсками в июле 1941 года, освобождена в сентябре 1943 года.